# 王江平
王江平（1964年10月7日—），四川渠县人。1986年7月参加工作，1984年12月加入中国共产党。成都科技大学（现并入四川大学）化学工程系化学工程专业毕业，四川大学化学工程系化学工程专业在职研究生学历，工学硕士，研究员，高级工程师。
曾长期在贵州省内国有企业任职，历任贵州宏福实业开发有限总公司（瓮福公司前身）副厂长、厂长、项目部经理、总经理助理、副总经理、总经理、副董事长，瓮福（集团）有限责任公司总经理等职。2011年2月，任贵州省经济和信息化委员会主任、党组书记，省委国防工业工作委员会书记。2013年1月，当选贵州省人民政府副省长。2016年1月，辞去贵州省副省长职务。
2015年12月，任国家工商行政管理总局党组成员、副局长。
2018年03月，任工业和信息化部党组成员、副部长。